# Zwemclub Zwanemeer Gieten
Zwemclub Zwanemeer Gieten (ZZG) was een zwemvereniging uit Gieten, opgericht in 1935 (gelijktijdig met de opening van het het Zwembad Zwanemeer Gieten). De vereniging was actief in het wedstrijdzwemmen en waterpolo. De activiteiten zijn voortgezet in de verenigingen ZZG De Boskikkers en Najade vanaf 2014. In 2025 heeft deze fusie vereniging zichzelf ontbonden en is er enkel nog een stichting over die de jaarlijkse schoolzwemwedstrijd in de gemeente Aa en Hunze verzorgt. .

## Wedstrijdzwemmen
De afdeling wedstrijdzwemmen vormde van 2001 tot en met 2014 samen met De Boskikkers uit Rolde de startgemeenschap ZZG De Boskikkers. De startgemeenschap deed mee aan de Kring E en de Kring D wedstrijden. Op 1 oktober 2014 ging de zwemafdeling van ZZG samen met de gehele zwemvereniging De Boskikkers tot een nieuwe vereniging eveneens genaamd ZZG De Boskikkers. De trainingen vinden in de zomer plaats in zwembad het Zwanenmeer Gieten en in de winter wordt er sinds 2016 in Aqualaren te Zuidlaren getraind. Daarvoor vonden de wintertrainingen plaats in het zwembad van het Hof van Saksen.

## Waterpolo
De waterpoloafdeling was ook onderdeel van een startgemeenschap, Najade ZZG met Najade uit Smilde. Toen de zwemafdeling van ZZG in 2014 samenging met De Boskikkers tot ZZG De Boskikkers, zijn de waterpolo leden overgegaan naar Najade. De verenigingen hadden gezamenlijk twee herenteams, een dames- en twee jeugdteams.